# Saulmory-et-Villefranche
Saulmory-et-Villefranche – miejscowość i gmina we Francji, w regionie Grand Est, w departamencie Moza.
Według danych na rok 1990 gminę zamieszkiwało 117 osób, a gęstość zaludnienia wynosiła 17 osób/km² (wśród 2335 gmin Lotaryngii Saulmory-et-Villefranche plasuje się na 928. miejscu pod względem liczby ludności, natomiast pod względem powierzchni na miejscu 843.).